# Македонска патриотична организация „Тодор Александров“ (Йънгстаун)
Македонската патриотична организация „Тодор Александров“ е секция на Македонската патриотична организация в Йънгстаун, Охайо, САЩ. Първоначално в града съществува Македоно-българско братство „Прилеп“ на емигранти от Прилепско, Паланечко, Битолско, Преспанско и Леринско, което се трансформира през 1923 година в МПО „Тодор Александров“. През 1936 година организацията построява свой собствен македонски дом, а към нея съществуват младежка и женска секции. Към 28 януари 1925 г. председател на секцията е Христо Негрев, а секретар К. Хр. Гюрков.
Дружеството поддържа българската църковна община „Свети Дух“. 
Дружеството е активно към 2021 година.